# Heliaea mirabilis
Heliaea mirabilis là một loài ruồi trong họ Tachinidae.